# 斑点病
斑点病（はんてんびょう、leaf spot）は、植物の茎葉や果実などに斑点状の病斑を生じる病害の一種。

## 種類
以下では代表的な斑点病について述べる。
トウガラシ（ピーマン）斑点病
トウガラシやピーマンにCercospora capsiciが侵入することで生じる病害。初期には葉柄に白色の小斑点を生じ、まもなく周縁が暗褐色ないし灰色で円形または楕円形の病斑となる。さらに進展すると大型病斑となりカビ（分生胞子）を形成する。病斑が多数だったり、葉柄部に生じたりすると早期に落葉し、生育不良や減収の原因になる。
セルリー（セロリ）斑点病
セロリにCercospora apiiが侵入することで生じる病害で、黒斑病、褐斑病ともいう。
アスパラガス斑点病
アスパラガスにStemphylium herbarum（Stemphylium botryosum）またはStemphylium lycopersiciが侵入することで生じる病害。擬葉や側枝に数ミリの斑点を多数形成して黄化や落葉などを生じさせ、翌年の収量低下を招く。通風の悪化や高湿度で発生が助長されるといわれており、特に施設栽培で問題となる。